# Olympische Sommerspiele 1956/Teilnehmer (Vereinigte Staaten)
| Gelbes Symbol für Goldmedaillen mit stilisierten Olympischen Ringen | Graues Symbol für Silbermedaillen mit stilisierten Olympischen Ringen | Braundes Symbol für Bronzemedaillen mit stilisierten Olympischen Ringen |
| ------------------------------------------------------------------- | --------------------------------------------------------------------- | ----------------------------------------------------------------------- |
| 32                                                                  | 25                                                                    | 17                                                                      |

Die Vereinigten Staaten nahmen an den Olympischen Sommerspielen 1956 im australischen Melbourne mit einer Delegation von 297 Athleten, 251 Männer und 46 Frauen, teil. Bob Hughes nahm sowohl im Schwimmen als auch im Wasserball teil.

## Teilnehmer nach Sportarten

### Basketball
| Männer - Basketballnationalmannschaft der Vereinigten Staaten: - James Patrick Walsh - Ron Tomsic - Bill Russell - K. C. Jones - Bob Jeangerard - Bill Hougland - Burdette Haldorson - Gib Ford - Billy Evans - Chuck Darling - Carl Cain - Dick Boushka |

### Boxen
| Männer - Joe Shaw - Roger Rouse - Ray Perez - Louis Molina - Pearce Lane - José Torres - Pete Rademacher - James Boyd |

### Fechten
| Männer - George Worth - Skip Shurtz - Dick Pew - Tibor Nyilas - Nate Lubell - Allan Kwartler - Byron Krieger - Kin Hoitsma - Ralph Goldstein - Hal Goldsmith - Dick Dyer - Norman Cohn-Armitage - Abe Cohen - Daniel Bukantz - Albert Axelrod | Frauen - Janice Romary - Maxine Mitchell - Judy Goodrich |

### Fußball
| Männer - US-amerikanische Fußballnationalmannschaft: - Al Zerhusen - Herman Wecke - Zenon Snylyk - Edward John Murphy - Lloyd Monsen - Ruben Mendoza - Bill Looby - Harry Keough - Svend Engedal - Jim Dorrian - Bill Conterio |

### Gewichtheben
| Männer - Jim George - Dave Sheppard - Pete George - Chuck Vinci - Tommy Kono - Ike Berger - Paul Anderson |

### Hockey
| Männer - US-amerikanische Hockeynationalmannschaft: - Ray Wittelsberger - Kurt Joseph Ucko - Felix Ucko - Walter Stude - John Rote - Kurt Orban - Harry Marcoplos - Tjerk Leegstra - Gerrit Kruize - James Jongeneel - Stan Harris - Henry Clifford - Newbold Black |

### Kanu
| Männer - Ken Wilson - William Schuette - John Pagkos - Robert O’Brien - Richard Moran - David Merwin - Frank Krick - Edward Houston - Frank Havens - John Haas - Chick Dermond - George Byers |

### Leichtathletik
| Männer - Cy Young - Vern Wilson - Theodore Wheeler - Adolf Weinacker - Jerome Walters - Max Truex - Dean Thackwray - Curtis Stone - Lon Spurrier - Arnie Sowell - Leo Sjogren - George Shaw - Bill Sharpe - Phil Reavis - Gordon McKenzie - George Mattos - Bruce MacDonald - Jim Lea - Henry Laskau - Johnny Kelley - Deacon Jones - James Hewson - Dick Hart - Albert Hall - Benny Garcia - Elliott Denman - Bill Dellinger - Ira Davis - Nick Costes - Phil Conley - Phil Coleman - Don Bowden - Ken Bantum - Horace Ashenfelter - Joel Shankle - Des Koch - Josh Culbreath - Andy Stanfield - Eddie Southern - Bill Nieder - Rafer Johnson - Bob Gutowski - Fortune Gordien - Jack Davis - John Bennett - Bob Richards - Al Oerter - Parry O’Brien - Ira Murchison - John Mashburn - Leamon King - Lou Jones - Charlie Dumas - Glenn Davis - Hal Connolly - Milt Campbell - Lee Calhoun - Greg Bell - Charles Jenkins Sr. - Tom Courtney - Thane Baker - Bobby Morrow | Frauen - Lucinda Williams - Amelia Wood - Lois Testa - Irene Robertson - Barbara Mueller - Marjorie Larney - Pam Kurrell - Ann Marie Flynn - Meredith Ellis - Paula Deubel - Connie Darnowski - Earlene Brown - Karen Anderson-Oldham - Wilma Rudolph - Margaret Matthews - Mae Faggs - Isabelle Daniels - Willye White - Millie McDaniel |

### Moderner Fünfkampf
| Männer - George Lambert - Jack Daniels - Bill Andre |

### Radsport
| Männer - George Van Meter - James Rossi - David Rhoads - Erhard Neumann - Art Longsjo - Donald Ferguson - Jack Disney - Richard Cortright - Allen Bell - Joe Becker |

### Ringen
| Männer - John Richard Wilson - Kent Townley - Dale Thomas - Myron Roderick - Alan Rice - Jim Peckham - Dale Lewis - Bill Kerslake - Jay Holt - Ernie Fischer - Jay Thomas Evans - Dick Delgado - Lee Dale Allen - Peter Blair - Dan Hodge |

### Rudern
| Männer - James Michael Wynne - Douglas Laird Turner - James McMullen - Edward Masterson - Ronald Cardwell - Jack Kelly, Jr. - John Welchli - John Dickinson McKinlay - Art McKinlay - Jim McIntosh - James Gardiner - Patrick Costello - Dave Wight - Richard Wailes - Kurt Seiffert - Bob Morey - Duvall Hecht - Charles Grimes - Conn Findlay - Jim Fifer - Caldwell Esselstyn - John Cooke - Tom Charlton - Donald Beer - William Becklean - Dan Ayrault |

### Schießen
| Männer - Verle Wright - Herbert Voelcker - James Macaulay Smith - Arthur Jackson - John Forman - Huelet Benner - John Beaumont - Offutt Pinion |

### Schwimmsport

#### Schwimmen
| Männer - Albert Wiggins - Dave Radcliffe - Reid Patterson - Yoshi Oyakawa - George Onekea - Jack Nelson - Frank McKinney - William Woolsey - Sonny Tanabe - Ford Konno - Tim Jecko - Dick Hanley - Bill Yorzyk - George Breen - Bob Hughes | Frauen - Maureen Murphy - Mary Anne Marchino - Susan Gray - Mary Sears - Nancy Simons - Marley Shriver - Joan Rosazza - Nancy Ramey - Kay Knapp - Carin Cone - Betty Brey - Sylvia Ruuska - Shelley Mann |

#### Wasserball
| Männer - Wasserballnationalmannschaft: - Bob Hughes - Wally Wolf - Ronald Severa - Bill Ross - Sam Kooistra - Bill Kooistra - Robert Horn - Ken Hahn - Jim Gaughran - Bob Frojen |

#### Wasserspringen
| Männer - Glen Whitten - Willie Farrell - Richard Conner - Gary Tobian - Donald Harper - Bob Clotworthy | Frauen - Barbara Gilders - Paula Jean Myers-Pope - Jeanne Stunyo - Juno Stover-Irwin - Patricia McCormick |

### Segeln
| Männer - Gene Walet, Jr. - Gene Walet, III - Robert Stinson - Victor Sheronas - Andy Schoettle - Stan Renehan - Eric Olsen - Danny Killeen - Carlos Echeverria - John Bryant - John Marvin - Herbert Williams - Lawrence Low |

### Turnen
| Männer - Armando Vega - Bill Tom - Charles Simms - Abie Grossfeld - Jack Beckner - Dick Beckner | Frauen - Sandra Ruddick - Joyce Racek - Jacquelyn Klein - Judy Howe - Doris Gudrun Fuchs - Muriel Davis |